# El gran secreto (película de 1942)
El gran secreto es una película argentina en blanco y negro dirigida por Jacques Rémy según el guion de Tulio Carella sobre el argumento de Leonide Moguy, Charles Gombault y Hans Wilhelmque que, a su vez, estaba basado en la novela Die Schwestern Kleh -Las hermanas Kleh de Gina Kaus. Se estrenó el 21 de julio de 1942, tuvo como protagonistas a Mecha Ortiz, George Rigaud y Nury Montsé y se trata de una nueva versión del filme francés Conflict dirigido por Léonide Moguy, que fuera estrenado el 21 de diciembre de 1938.

## Sinopsis
La esposa de un meteorólogo hiere a su hermana para que no revele quién es la verdadera madre de su hijo.

## Reparto
- Mecha Ortiz
- George Rigaud
- Nury Montsé
- Hugo Pimentel
- Carlos Morganti
- Homero Cárpena
- Agustín Barrios
- Isabel Figlioli
- Alberto Terrones
- Elvira Quiroga
- Tito Urquiola

## Comentario
Calki opinó que la realización de este filme cuyo asunto es la sustitución maternal se ajusta al original.